# Frank Strong
Frank Strong (Venice Center, New York, 1859. augusztus 5. – Lawrence, Kansas, 1934. augusztus 6.) az Oregoni Egyetem harmadik rektora és a Kansasi Egyetem hatodik kancellárja.

## Élete
Édesanyja Mary Foote, édesapja John Butler. Jogi diplomáját a Yale Egyetemen szerezte, majd Missouri államban ügyvéd, később pedig középiskolai igazgató volt. 1890. július 24-én házasságot kötött Mary Evelyn Ransommal; két gyermekük született. 1892-ben a Nebraska állambeli Lincoln tankerületi felügyelője lett.

### Pályafutása
1897-ben a Yale-en Ph.D fokozatot szerzett, majd kitüntették a John Addison Porter-díjjal. 1897 és 1899 között történelemoktató volt és több művet is írt. 1899 és 1902 között az Oregoni Egyetem rektora volt, majd a Kansasi Egyetem kancellárjaként úgy gondolta, hogy az egyetem pénzügyi helyzete siralmas, és segítette diplomához jutni azokat, akik az állam gazdasági problémáit segíthetnek megoldani. Regnálása alatt új képzések indultak és új létesítmények épültek. Lemondása után jogi oktató lett.

### Halála
1934. augusztus 6-án, egy nappal 75. születésnapja után hunyt el. Sírhelye a New York állambeli Auburnben van.

## Emlékezete
A Kansasi Egyetem Strong épülete az ő nevét viseli.

## Művei
- Benjamin Franklin: A Character Sketch. (angolul) (hely nélkül): University Association Press. 1898.
- A Forgotten Danger of the New England Colonies. In  Annual Report of the American Historical Association. (angolul) Washington (főváros): U.S. Government Printing Office. 1899.   77–138. o.
- The Causes of Cromwell’s West Indian Expedition. (angolul)  The American Historical Review,  IV. évf.   (1899)   228–245. o.
- Frank Strong – Joseph Shafer: Government of the American People. (angolul) Boston; New York: Houghton, Mifflin & Co. 1901.

## Fordítás
- Ez a szócikk részben vagy egészben  a   Frank Strong című angol Wikipédia-szócikk ezen változatának fordításán alapul.  Az eredeti cikk szerkesztőit annak laptörténete sorolja fel. Ez a jelzés csupán a megfogalmazás eredetét és a szerzői jogokat jelzi, nem szolgál a cikkben szereplő információk forrásmegjelöléseként.